# Fatim Yamar
Pour les articles homonymes, voir Yamar.
 (octobre 2024).
La mise en forme du texte ne suit pas les recommandations de Wikipédia : il faut le « wikifier ».
Les points d'amélioration suivants sont les cas les plus fréquents :
- Les titres sont pré-formatés par le logiciel. Ils ne sont ni en capitales, ni en gras.
- Le texte ne doit pas être écrit en capitales (les noms de famille non plus), ni en gras, ni en italique, ni en « petit »…
- Le gras n'est utilisé que pour surligner le titre de l'article dans l'introduction, une seule fois.
- L'italique est rarement utilisé : mots en langue étrangère, titres d'œuvres, noms de bateaux, etc.
- Les citations ne sont pas en italique mais en corps de texte normal. Elles sont entourées par des guillemets français : « et ».
- Les listes à puces sont à éviter, des paragraphes rédigés étant largement préférés. Les tableaux sont à réserver à la présentation de données structurées (résultats, etc.).
- Les appels de note de bas de page (petits chiffres en exposant, introduits par l'outil «  Source ») sont à placer entre la fin de phrase et le point final[comme ça].
- Les liens internes (vers d'autres articles de Wikipédia) sont à choisir avec parcimonie. Créez des liens vers des articles approfondissant le sujet. Les termes génériques sans rapport avec le sujet sont à éviter, ainsi que les répétitions de liens vers un même terme.
- Les liens externes sont à placer uniquement dans une section « Liens externes », à la fin de l'article. Ces liens sont à choisir avec parcimonie suivant les règles définies. Si un lien sert de source à l'article, son insertion dans le texte est à faire par les notes de bas de page.
- La présentation des références doit suivre les conventions bibliographiques. Il est recommandé d'utiliser les modèles {{Ouvrage}}, {{Chapitre}}, {{Article}}, {{Lien web}} et/ou {{Bibliographie}}. Le mode d'édition visuel peut mettre en forme automatiquement les références.
- Insérer une infobox (cadre d'informations à droite) n'est pas obligatoire pour parachever la mise en page.

Pour une aide détaillée, merci de consulter Aide:Wikification.
Si vous pensez que ces points ont été résolus, vous pouvez retirer ce bandeau et améliorer la mise en forme d'un autre article.
Fatim Yamar Khuri Yaay (ou Faatim Yamar Xuuri Yaay), née au XVIIIe siècle, est une figure emblématique de l'histoire du Waalo et une linguère reconnue pour sa résistance lors des événements de Nder. Elle appartenait à la dynastie Tedyek, l'une des trois grandes dynasties du royaume du Waalo.
En 1816, à la mort de son cousin Kouly Mbaba, elle fut intronisée souveraine du Waalo. Cette accession au pouvoir permit également à son époux d'être nommé Brak (roi) du Waalo, consolidant ainsi leur autorité au sein du royaume.
Pendant son mariage avec le Brack Amar Fatim Borso, Fatim Yamar donna naissance à deux filles : Ndieumbeutt Mbodj, née vers 1800, et Ndaté Yalla Mbodj, née en 1810. Ces deux femmes deviendront par la suite, et successivement, linguères, perpétuant ainsi l'héritage de leur mère et jouant un rôle crucial dans l'histoire politique et culturelle du Waalo.

## Accession au pouvoir
Elle devient dirigeante intérim du Waloo en 1819, son mari se faisant soigner à Saint-Louis à la suite de sa blessure subie lors le 21 septembre, lors d’une attaque menée contre le royaume par une coalition réunissant les clercs musulmans du Futa Toro, les commerçants métis et les Maures du Trarza.

## Événement de Ndeer
Ayant eu vent de l’absence du roi et de tous les hauts dignitaires de la cour, les maures du Trarza attaquent le Waloo, plus précisément le royaume de Ndeer, le 7 mars 1820. Il n’y a donc que les guerrières de Fatim Yamar pour défendre le royaume et les Maures finissent par venir à bout de cette armée. Quand elles comprennent qu’elles sont en train de perdre, les dernières survivantes, y compris la linguère Fatim Yamar, préfèrent la mort au déshonneur: elles s’immolent donc par le feu pour ne pas devenir esclaves des Maures. Fatim Yamar fera néanmoins fuir ses deux filles âgées d’une dizaine d’années, Djeumbeut et Ndaté Yalla, qui deviendront toutes les deux dirigeantes du Waloo. 